# Metropolitan Police Act 1829
El Acta de Policía Metropolitana de 1829 (en inglés: Metropolitan Police Act 1829), es una ley promulgada por el Parlamento británico que fue introducida por Sir Robert Peel. El mismo establece la Policía Metropolitana de Londres (a excepción de la Ciudad de Londres), remplazando el irregular sistema de inspectores, serenos y vigías. El acto fue la legislación para lo que es considerada la primera fuerza de policía moderna, la cual era apodada "bobbies" o "peelers" (en referencia a Peel), que sirvió como modelo para la creación de todos los servicios de policía modernos en Inglaterra. Hasta esta Acta, el Estatuto de Winchester de 1285 servía como marco legal para la aplicación de la ley en el Reino Unido, datando a la conquista normanda.
Es uno de las múltiples leyes aprobadas relacionadas con la policía aprobados entre 1829 y 1895.